# Trasserra (Tavertet)
Trasserra és un mas, catalogat a l'Inventari del Patrimoni Arquitectònic de Catalunya, al nord-oest del terme de Tavertet a tocar del termenal amb Santa Maria de Corcó (Osona).

## Arquitectura
Masia de planta rectangular coberta a dues vessants i amb el carener perpendicular a la façana, la qual es troba orientada a migdia amb un gros portal adovellat, i amb un relleu escultòric a la dovella central en la qual s'hi representa una figura humana amb el cap mutilat i al damunt el nom de Jesús. La finestra central té l'ampit motllurat i un trenca-aigües al damunt. A la part esquerra s'hi adossa un cos rectangular cobert a dues vessants, en el qual s'obren porxos a la banda del migdia i a tramuntana unes arcades tapiades. A la part de tramuntana del cos principal s'accedeix directament al primer pis; davant el portal s'hi forma una eixida amb un coll de pou. La casa està voltada de corrals. És construïda en pedra.
A la part de llevant s'hi adossa una capella. És de nau única, sense absis i orientada de llevant a ponent. S'uneix a la casa per la part de ponent on hi ha un accés directe de l'habitatge a la capella. En aquest indret s'eleva un campanar d'espadanya amb una campana. A migdia hi ha la façana amb una petita eixida des de la qual s'accedeix a l'església mitjançant un portal rectangular. L'interior es cobert amb volta de canó, amb l'imposta de l'arc marcada amb motllures, també conserva un retaule dedicat als dolors i amb la imatge de Santa Cecília. A la part esquerra hi ha la sagristia, als peus hi ha les escales que condueixen al cor. Es construïda en pedra.
La masoveria és una casa de planta rectangular coberta a dues vessants i amb el carener perpendicular a la façana, la qual es troba orientada a migdia. La planta baixa té el portal amb llinda de roure, a l'extrem dret un portal d'arc de mig punt. Al centre de la façana s'hi adossa una escala de pedra que condueix al primer pis on hi ha un portal rectangular. Al mur de llevant hi ha un cobert i un altre cos construït recentment. A tramuntana hi ha un altre portal d'accés a la casa, en aquest indret també sobresurten dos cossos adossats. Es construïda en pedra sense polir, els elements de ressalt són de pedra picada.

## Història
Mas d'antiga tradició que el trobem esmentat entre els documents de la parròquia de Sant Bartomeu Sesgorgues, parròquia que abans del despoblament degut a la Pesta Negra constava de quinze masos entre els quals hi havia el mas de Tresserres. El trobem també esmentat dins el fogatge de 1515 del Castell de Soresols per bé que no pertanyia a aquesta parròquia si no a la de Sant Bartomeu.
Tingué fins a èpoques recents, dins el seu terme, l'església de Santa Cecília, avui mig enderrocada i que els propietaris del mas tingueren compte en construir-ne una adossada al mas en recordança d'aquella. El portal d'entrada de la capella segurament era datat, però actualment només es llegeix....BITER, fet que no permet fixar una època exacta de construcció per bé que cal situar-la al segle xviii. L'antiga capella es troba documentada des del segle x, i al segle xii fou consagrada. Per les característiques constructives segurament fou reformada al segle xii. Va tenir culte fins al 1677, que fou unida al patrimoni de J. Tresserres.
El mas forma part del patrimoni dels Srs. Heures els quals tenen el Mas Fontanelles de les Masies de Roda, del qual conserven documentació així com del mas Tresserres.